# Schlager
El schlager (alemany: [ˈʃlaːɡɐ], del verb alemany schlagen, «colpejar», traduïble per "cop (d'èxit)") és un estil de música popular, generalment lleugera i enganxosa, que consisteix en una cançó el text de la qual sol ser poc exigent, amb acompanyament instrumental de música pop. És prevalent a Europa central i del Nord i al sud-est d'Europa (en particular, Alemanya, Àustria, Albània, Bulgària, Finlàndia, Eslovènia, Sèrbia, Croàcia, Polònia, Hongria, Romania, Suïssa, Escandinàvia i els països bàltics), a i també (en menor mesura) a França, Bèlgica, Països Baixos i Regne Unit.
Les cançons tradicionals de schlager són balades dolces i sentimentals, amb una melodia senzilla i enganxosa o amb tonades pop lleugeres. Les lletres solen centrar-se en l'amor, les relacions i els sentiments. La variant nòrdica de schlager (sobretot a Finlàndia) ha pres elements de cançons populars nòrdiques i eslaves, amb lletres tendents a temes melancòlics i elegíacs. Musicalment, el schlager presenta similituds amb estils com la música lleugera.
La paraula alemanya Schlager (que al seu torn és un calc de la paraula anglesa hit) és també una paraula manllevada en algunes altres llengües (hongarès, lituà, rus, hebreu, romanès, per exemple), on conservava el seu significat de "hit (musical)". L'estil ha estat sovint representat al Festival de la Cançó d'Eurovisió i ha estat popular des del començament del concurs el 1956, tot i que a poc a poc va sent substituït per altres estils de música pop.
Amb el pas del temps, la música schlager ha canviat gradualment cap a música electrònica en lloc de música pop genèrica, a causa de l'ús generalitzat de sintetitzadors al llarg de les seves diverses implementacions durant les últimes dècades.

## Variacions per país

### Països Baixos i Flandes
El schlager neerlandès es diu levenslied (literalment "cançó de la vida", és a dir, "cançó sobre la vida real"). És un subgènere sentimental en llengua neerlandesa de la música pop. Les lletres típiques del levenslied tracten temes com l'amor, la misèria i la nostàlgia, a més de desitjar llocs assolellats de vacances exòtiques. Un típic levenslied té ritmes i melodies senzilles (en comú amb moltes cançons pop i folk) i està estructurat en rodolins i tornada. Els instruments tradicionals de la música levenslied són l'acordió i l'orguenet: per exemple, Nicole i Hugo.

### Finlàndia
Les arrels del schlager finès (finès: iskelmä) es remunten al període d'entreguerres i cantants populars com Georg Malmstén i Matti Jurva. Una cançó especialment destacada fou "Emma" del cantant d'òpera Ture Ara, el 1929. La tradició schlager té un lloc important en la música popular finlandesa, i el seu llenguatge melòdic també ha influït en el rock finlandès. El schlager comparteix el seu públic amb música de tango finlandès ; tots dos són populars entre els finlandesos de més edat i edat mitjana. Una característica particular de la música schlager finlandesa són els "schlagers de traducció" (finès: iskelmä). Destaquen els compositors de schlager finlandesos Juha Vainio Segons les enquestes de públic finlandès, "Hopeinen kuu", (originalment "Guarda che luna" de Walter Malgoni i Bruno Pallesi), enregistrada en finès per Olavi Virta i "Satulinna" (composta per Jukka Kuoppamäki i cantada per Jari Sillanpää) són els schlagers finlandesos més populars de tots els temps.

### Alemanya i Àustria

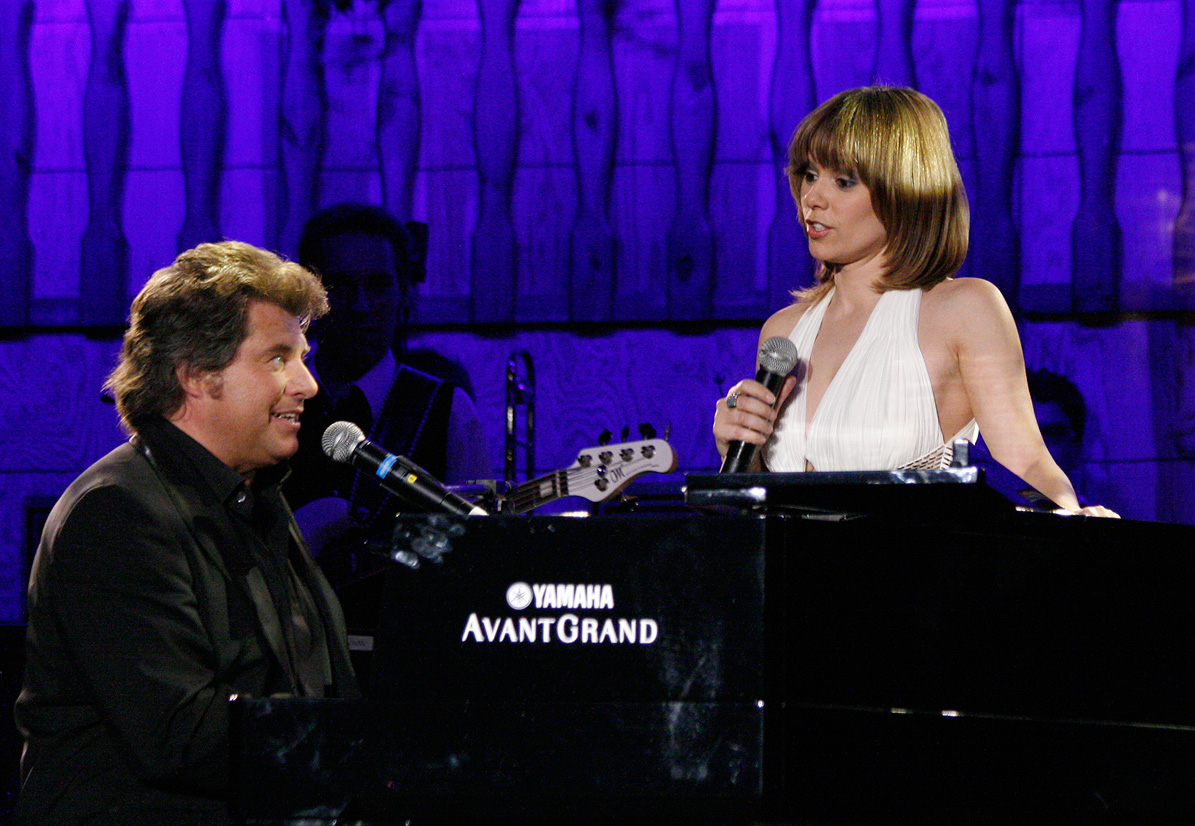
El cantant i presentador austríac Andy Borg i la cantant suïssa Francine Jordi

Les arrels del schlager alemany són antigues: la paraula fa referència a cançons de Heinz Rühmann i altres cantants estrelles del cinema de la dècada del 1930. Un dels avantpassats de schlager pot ser l'opereta, molt popular a principis del segle xx. En els anys vint i trenta, els Comedian Harmonists i Rudi Schuricke van posar les bases d'aquesta nova música. Cèlebres cantants schlager de la dècada de 1950 i principis dels anys 60 inclouen Lale Andersen, Freddy Quinn, Ivo Robić, Gerhard Wendland, Caterina Valente, Margot Eskens i Conny Froboess. Schlager va assolir un pic de popularitat a Alemanya i Àustria als anys seixanta (amb Peter Alexander i Roy Black) i a principis dels 70. El schlager també va experimentar una àmplia revifalla a Alemanya amb, per exemple, Guildo Horn, Dieter Thomas Kuhn, Michelle i Petra Perle. Els nightclubs podien tocar una sèrie de títols schlager en el curs d'una vetllada, i es van formar nombroses bandes noves especialitzades en versionar temes schlager dels 70 i material més nou. A Hamburg durant els anys 2010, els aficionats a schlager encara es reunien cada any per centenars de milers, duent roba dels anys 70 per a desfilades al carrer, anomenades "Schlager Move". La designació Schlager Move també s'utilitza per a diverses festes musicals més petites en diverses ciutats importants alemanyes durant tot l'any.(Aquesta revifalla de vegades està associada al kitsch i a l'estètica camp.)

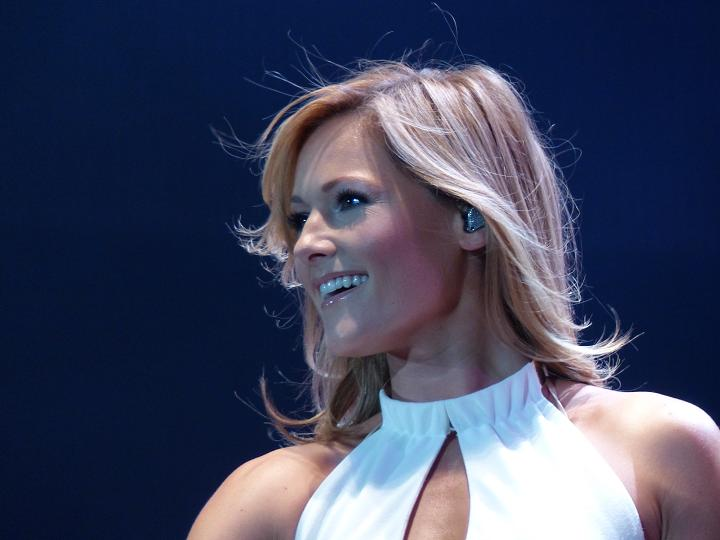
L'artista alemanya Helene Fischer

Els alemanys consideren que la música de country és schlager, i la música americana i la texMex són els dos elements principals de la cultura schlager. ("Is This the Way to Amarillo" es reprodueix regularment en contextos schlager, generalment en l'original en anglès.)
Entre els cantants més populars, destaquen Michael Wendler, Roland Kaiser, Hansi Hinterseer, Jürgen Drews, Andrea Berg, Heintje Simons, Helene Fischer, Nicole, Claudia Jung, Andrea Jürgens, Michelle, Kristina Bach, Marianne Rosenberg, Simone Stelzer, Christian Lais, Semino Rossi, Vicky Leandros, Leonard, DJ Ötzi i Andreas Gabalier, que va ser votat millor cantant de schlager el 2012. Estilísticament, el schlager continua influint al "party pop" alemany: és a dir, la música que s'escolta més sovint als bars de les pistes d'esquí i les discoteques mallorquines més populars. El schlager contemporani sovint es barreja amb Volkstümliche Musik. Si no forma part d'una revifalla irònica del kitsch, el gust pels dos estils de música s'associa habitualment amb pubs populars, parcs d'atraccions i sales de bitlles.
Entre 1975 i 1981, l'estil alemany schlager es va orientar a la discoteca, en molts aspectes fusionant-se amb la música disco principal de l'època. Cantants com Marianne Rosenberg van enregistrar èxits de schlager i disco. La cançó "Moskau" de la banda alemanya Dschinghis Khan va ser una de les més antigues del schlager modern basat en la dansa, i mostra de nou com l'esclat dels anys 70 i principis dels 80 es va fusionar amb el corrent principal de la música disco i l'euro-disco. Dschinghis Khan, tot i que principalment era una banda de discoteca, també va interpretar schlager influenciat per la música disco.

### Romania
A Romania, el schlager és conegut com a "Muzică Uşoară", que es podria traduir literalment com a "Música fàcil" i, en el sentit més comú, aquesta música és sinònim de "Muzică de stradă" (música d'estrada), que defineix un tipus de la música pop desenvolupada a Romania després de la Segona Guerra Mundial, que apareix generalment en forma de cançons fàcils de ballar, fetes sota arranjaments, interpretades per orquestres. Aquesta música mostra moltes similituds amb la música popular occidental, ja que la majoria de les cançons es podrien definir com una forma de schlager. Rep influències d'altres estils melòdics similars, com la musica leggera italiana (d'Itàlia) i la canción melódica (d'Espanya). Aquest estil de música romanès es va popularitzar a l'estranger a través del Festival "Cérvol d'Or, que se celebra a Brașov des de 1968. Els cantants més representatius d'aquella època són els dels anys 80, 1970 i rarament, de 1960: Aurelian Andreescu, Elena Cârstea, Corina Chiriac, Mirabela Dauer, Stela Enache, Luigi Ionescu, Horia Moculescu, Margareta Pâslaru, Angela Similea, Dan Spătaru i Aura Urziceanu.

### Suècia
A Suècia, el schlager ha augmentat i s'ha reduït en popularitat des de almenys els anys trenta. Encara gaudeix d'un espai important en la cultura sueca. Tot i que el schlager original va estar fortament influenciat per l'opereta, el cabaret, la música d'estil de varietat i el jazz, això va començar a canviar als anys seixanta, quan la música schlager es va orientar més al pop. Des de principis dels anys 90, les cançons de schlager han inclòs elements del rock i el techno. Per tant, el modern schlager suec s'assembla poc als dels anys quaranta. Malgrat això, moltes cançons antigues schlager encara són populars; són interpretades per molts artistes i al Allsång på Skansen.

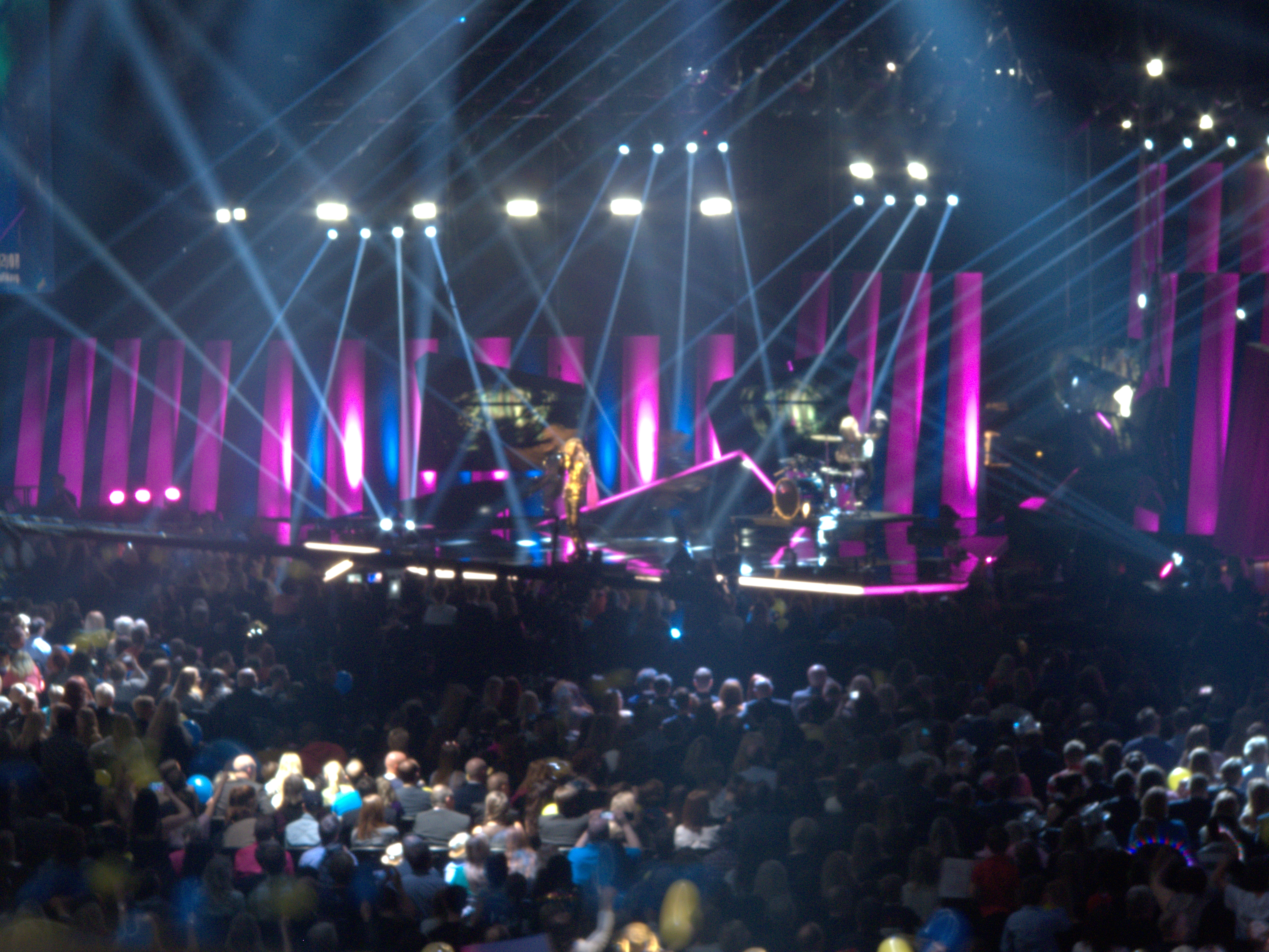
El Melodifestivalen sovint presenta moderns èxits schlager, que li donen un segon nom per a alguns: Schlagerfestivalen

El Melodifestivalen (que selecciona el competidor suec al Festival de la Cançó d'Eurovisió) també s'anomena popularment Schlagerfestivalen ("el festival de Schlager") o Schlager-SM (campionat suec de schlager), ja que tradicionalment s'ha caracteritzat per cançons schlager. El Festival de la Cançó d'Eurovisió també ha estat anomenat "Eurovisionsschlagerfestivalen" (festival schlager d'Eurovició) o schlager-EM ("campionat europeu de schlager"). La quantitat del schlager suec ha disminuït en els darrers anys, però el schlager continua sent el gènere amb més probabilitats de guanyar la competició ("Evighet" (anglès: "Invincible" el 2006 de Carola i "Hero" de Charlotte Perrelli el 2008, per exemple) El melodifestivalen és el programa de televisió més popular de Suècia. S'emet cada any i s'estima que el 2006 un 47 per cent de la població sueca va veure la final. A Suècia, "schlager" s'utilitza sovint per referir-se a cançons que participen a Eurovisió.
Les dues característiques del schlager suec són un pronunciat canvi clau abans del cor final i la seva durada de tres minuts (la durada màxima permesa al Festival d'Eurovisió). Alguns suecs discuteixen el significat de "schlager" respecte a la música sueca; es pot utilitzar indiscriminadament per a descriure música popular, cançons Melodifestivalen, cançons d'Eurovisió, música dansband i qualsevol cançó amb una tornada enganxosa. Tant Björn Ulvaeus com Benny Andersson d'ABBA van ser influenciats pel schlager a la seva carrera professional.

### Regne Unit

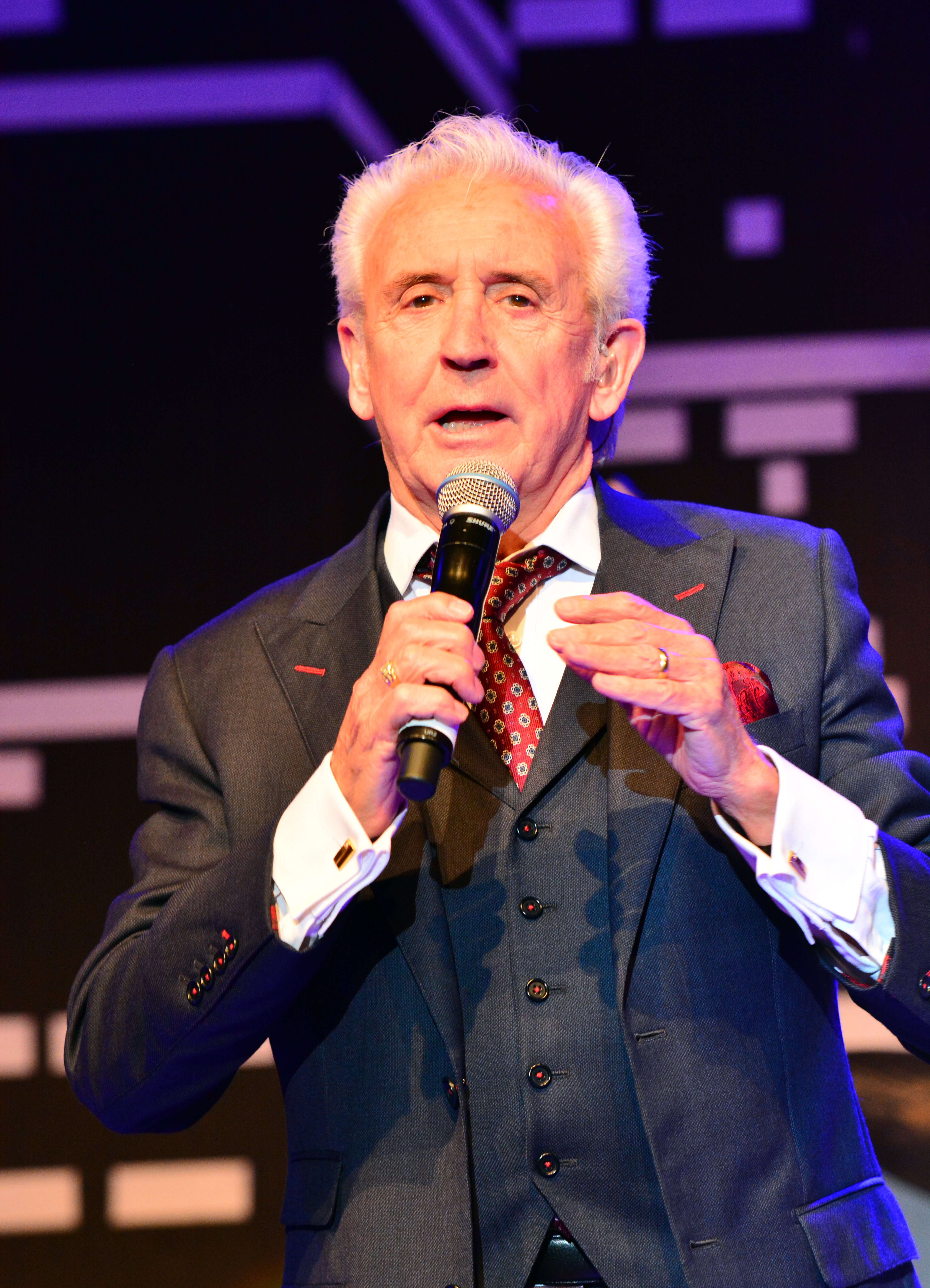
El cantant britànic de schlager Tony Christie

Al Regne Unit, el schlager sovint es classifica simplement com a pop.
L'estil va ser especialment popular entre la dècada de 1950 i la dècada de 1980, amb cantants com Tony Christie, que van gaudir de l'èxit entre el públic més inquiet tant a Alemanya com al Regne Unit; Engelbert Humperdinck, sobretot amb l'èxit de schlager Release Me; i Petula Clark, que va guanyar el seu primer número 1 a la UK Singles Chart amb Sailor, la versió anglesa de Seemann, originalment interpretada per la cantant austríaca Lolita. Artistes d'altres països també han tingut èxits més importants al Regne Unit. Els cantants nord-americans Al Martino i Roy Orbison van entrar en els llistats britànics amb èxits schlager com "Blue Spanish Eyes" i "Only the Lonely" respectivament. "Halfway to Paradise" de Billy Fury va arribar al número 3 de la UK Singles Chart. Des dels Països Baixos i el Regne Unit, la banda neerlandesa Pussycat va assolir el número amb la cancó "Mississippi". Els cantants alemanys i austríacs també han tingut èxits al Regne Unit; La cantant alemanya Nicole va actuar al Regne Unit amb "Ein bißchen Frieden," i es va enfilar al número 1. Aquesta cançó també va fer guanyadora Alemanya al Festival de la Cançó d'Eurovisió 1982. El Regne Unit ha participat amb nombrosos artistes schlager al Festival d'Eurovisió; per exemple Brotherhood of Man va guanyar per al Regne Unit el 1976 amb "Save Your Kisses for Me".
El distintiu schlager alemany (incloent la volksmusik i la seva versió moderna, la volkstümliche Musik), cantat en alemany, també ha atret una petita base de fans al Regne Unit, inclòs el comentarista de la BBC Radio Manchester Ian Cheeseman. La cantant alemanya de schlager amb més vendes, Helene Fischer, va llançar l'àlbum The English Ones el 2010, amb diverses versions en anglès dels seus èxits en alemany per als seus fans anglòfons. Cantants de schlager britànics, incloent Ross Antony, Tony Christie i Roger Whittaker han aparegut en programes com Musikantenstadl i ZDF Fernsehgarten.

### Iugoslàvia
La primera música schlager a Iugoslàvia va començar a aparèixer a finals dels anys quaranta. El primer (i més influent) festival de música schlager va ser el Festival de Música Popular de Zagreb (més tard conegut com a Zagrebfest), que va començar el 1953 i encara té lloc anualment a Zagreb. Molts schlagers (croat: šlager, uspješnica) interpretats al Zagrebfest durant les últimes cinc dècades són part integrant de l'escena de la música pop croata i iugoslava. Els primers cantants schlager foren Ivo Robić i Rajka Vali, però amb el pas del temps, l'escola de Zagreb va incloure cantants com Vice Vukov, Arsen Dedić, Hrvoje Hegedušić, Ivica Percl, Gabi Novak, Frano Lasić, Jasna Zlokić, Zdravko Čolić, i molts altres.. Entre els compositors principals de schlagers hi havia Fedor Kopsa, Krešimir Oblak, Ferdo Pomykalo, Miljenko Prohaska, Nikica Kalogjera, Bojan Hohnjec, Vanja Lisak, Zvonko Špišić, Ivica Stamać i Hrvoje Hegedušić. Alguns artistes del Zagrebfest (com ara Ivo Robić i Tereza Kesovija) continuarien tenint una carrera d'èxit a Alemanya i França. Altres pioners són Darko Kraljić (from Zagreb), que va treballar a Belgrad. És més conegut pel seu èxit "Čamac na Tisi" (cantat per Lola Novaković popular a la Hongria revolucionària) i la seva música per a la pel·lícula Ljubav i moda ("Devojko mala" i "Pod sjajem zvezda", interpretada per Vokalni kvartet Predraga Ivanovića).

## Artistes de schlager
| Índex A B C D E F G H I J K L M N O P R S T U V W X Y Z |

| - Adam & Eve - Adamo - Brigitte Ahrens - Hans Albers - Alexandra - Gaby Albrecht - Peter Alexander - Rosemarie Ambé - Die Amigos - Christian Anders - Lale Andersen - G. G. Anderson - Kathrin Andree - Nino de Angelo - Ann & Andy - Anna-Lena - Anne-Karin - Maxi Arland - Lys Assia - Tom Astor - Slavko Avsenik - Chris Andrews - Julia Axen - Tom Angelripper                                                               | - Alice Babs - Kristina Bach - Vivi Bach - Heidi Bachert - Gus Backus - Gaby Baginsky - Jörg Bausch - Inka Bause - Gilbert Bécaud - Axel Becker - Markus Becker - Peter Beil - Belsy - Li Belle - Ralf Bendix - Oliver Bendt - Benny - Andrea Berg - Melitta Berg - Tanja Berg - Lars Berghagen - Cindy Berger - Olaf Berger - Fred Bertelmann - Rainer Bertram - Elke Best | - Roy Black - Bläck Fööss - Roberto Blanco - Blue Diamonds - Hans Blum - Bobbejaan - Jens Bogner - Volkmar Böhm - Graham Bonney - Pat Boone - Andy Borg - Guido Born - Botho-Lucas-Chor - Gerd Böttcher - Jacqueline Boyer - Ruth Brandin - Helga Brauer - Uta Bresan - Freddy Breck - Bernhard Brink - Corry Brokken - Heidi Brühl - Brunner & Brunner - Julia Buchner - Bully Buhlan - Dirk Busch - Uwe Busse | - Die Cappuccinos - Captain Cook und seine singenden Saxophone - René Carol - Howard Carpendale - Chantal - Michaela Christ - Dennie Christian - Gerd Christian - Claudia Christina - Cindy & Bert - Gigliola Cinquetti - Petula Clark - Bernd Clüver - Alma Cogan - Comedian Harmonists - Conny & Jean - Costa Cordalis - Carmela Corren - Werner Cyprys              | - Dalida - Joe Dassin - Denise - Felix De Luxe - Drafi Deutscher - Sacha Distel - Chris Doerk - Daisy Door - Suzanne Doucet - Jürgen Drews - Dschinghis Khan                                                                                 | - Katja Ebstein - Beatrice Egli - Cindy Ellis - Kurt Elsasser - Isolde Elchlepp - Detlef Engel - Margot Eskens |
| - Frank Farian - Ina-Maria Federowski - Camillo Felgen - Linda Feller - Fernando Express - Feuerherz - Wolfgang Fierek - Helene Fischer - Veronika Fischer - Sabine Fischmann - Joy Fleming - Die Flippers - Connie Francis - Oliver Frank - Christian Franke - Franziska - Dagmar Frederic - Petra Frey - Margot Friedländer - Thomas Fritsch - Cornelia Froboess - Fred Frohberg - Maja Catrin Fritsche - Bianca Fuchs         | - Elisa Gabbai - Gunter Gabriel - France Gall - Peter Garden - Günter Geißler - Danyel Gérard - Robert Gilbert - Rex Gildo - Gitti und Erika - Ekkehard Göpelt - Karel Gott - Elfi Graf - Ingo Graf - Rocco Granata - Fritz Grünbaum - Alfred Grünwald - Nana Gualdi | - Nico Haak - Gitte Hænning - Xandra Hag - Willy Hagara - Helga Hahnemann - Oliver Haidt - Magda Hain - Stefan Hallberg - Hanne Haller - Michael Hansen - Françoise Hardy - Monika Hauff und Klaus-Dieter Henkler - Wilhelm Heckmann - Johannes Heesters - Heino - Heintje Simons - Maria und Margot Hellwig - Bert Hendrix - Linda Hesse                                                                       | - Olaf Henning - Friedel Hensch und die Cyprys - Ted Herold - Trude Herr - Eberhard Hertel - Stefanie Hertel - Katharina Herz - Monika Herz - Sascha Heyna - Hias - Peter Hinnen - Hansi Hinterseer - Hoffmann et Hoffmann - Geschwister Hofmann - Tony Holiday - Andreas Holm - Michael Holm - Guildo Horn - Chris Howland                                            | - Ibo - Peter Igelhoff - Bata Illic - Inga & Wolf - Siw Inger - INKA - Takeo Ishii | - Jacqueline - Jacob Sisters - Wanda Jackson - Melanie Jaeger - James Brothers - Jan & Kjeld - Uwe Jensen - Bibi Johns - Tanja Jonak - Francine Jordi - Judith & Mel - Claudia Jung - Andrea Jürgens - Udo Jürgens |
| - Roland Kaiser - Fatma Kar - Greetje Kauffeld - Helga Kanies - Wanda Kay - Mara Kayser - Alfie Khan - Lonny Kellner - Tommy Kent - Renate Kern - Britt Kersten - Knut Kiesewetter - Karina Kim - Kirsti - Klaus und Klaus - Marco Kloss - Gabriele Kluge - Hildegard Knef - Dagmar Koller - Dorthe Kollo - Su Kramer - Peter Kraus - Mickie Krause - Manfred Krug - Mike Krüger - Paul Kuhn - Evelyn Künneke - Petra Kusch-Lück | - Aurora Lacasa - Klaus Lage - Reinhard Lakomy - Daliah Lavi - Franzl Lang - Norman Langen - Martin Lauer - Zarah Leander - Vicky Leandros - Renate und Werner Leismann - Liane - Leonard - Lilibert - Gitta Lind - Patrick Lindner - Vivian Lindt - Wolfgang Lippert - Nina Lizell - Fritz Löhner-Beda - Lolita - Bruce Low - Thomas Lück                                  | - Maggie Mae - Marion Maerz - Peter Maffay - Jimmy Makulis - Liselotte Malkowsky - Siw Malmkvist - Angelika Mann - Dany Mann - Martin Mann - Manuela - Peggy March - Jürgen Marcus - Marianne und Michael - Danny Marino - Tony Marshall - Ina Martell - Elke Martens - Andreas Martin - Monika Martin - Ulli Martin - Mireille Mathieu - Tanja May                                                             | - Medium-Terzett - Melina Mercouri - Kim Merz - Achim Mentzel - Michelle - Willy Millowitsch - Milva - Mina - Mirja Boes - Billy Mo - Olivia Molina - Gerti Möller - Monica Morell - Michael Morgan - Ernst Mosch - Nana Mouskouri - Stefan Mross - Muck - Maria Mucke - Wencke Myhre                                                                                  | - Leila Negra - Roland Neudert - Nic - Nicki - Nicole - Nilsen Brothers - Ulla Norden | - Oberkrainer - Abi Ofarim - Esther Ofarim - Esther & Abi Ofarim - Géraldine Olivier - Olli Olé - Peter Orloff - Willi Ostermann - Hazy Osterwald - DJ Ötzi                                                        |
| - Nik P. - Petra Pascal - Ralf Paulsen - Rita Pavone - Ingrid Peters - Ralf Petersen - Achim Petry - Wolfgang Petry - Phil & John - Edina Pop - Karin Prohaska - Peter Petrel | - Freddy Quinn | - Max Raabe - Tina Rainford - Dunja Rajter - Ramona - Bill Ramsey - Matthias Reim - Kristin Rempt - Jürgen Renfordt - Heike Renner - Cliff Richard - Mady Riehl - Die Rixdorfer Sänger - Chris Roberts - Ivo Robic - Rosanna Rocci - Marika Rökk - Ronny - Mary Roos - Stefan Roos - Randolph Rose - Marianne Rosenberg - Semino Rossi - Fritz Rotter - Demis Roussos - Peter Rubin - Gaby Rückert - Robin Leon | - Sarah Stephanie - Billy Sanders - Oswald Sattler - Wolfgang Sauer - Peter Sebastian - Sarah Jane Scott - Christian Schafrik - Michael Schanze - Kathrin Schirmer - Schmitti - Sonja Schmidt - Jupp Schmitz - Vera Schneidenbach - Manfred Schnelldorfer - Frank Schöbel - Susan Schubert - Rudi Schuricke - Helen Shapiro - Sandie Shaw - Ricky Shayne - Ireen Sheer | - Sibylle - Erik Silvester - Pat Simon - Simone - Edward Simoni - Jan Smit - Bobby Solo - Klaus Sommer - Bernd Spier - Margit Sponheimer - Diana Sorbello - André Stade - Peter Steffen - Michael Stein - Nina Stern - Stephan Sulke - Suzie | - Holger Thomas - Oliver Thomas - Regina Thoss - Tonia - Toby - Tony - Vico Torriani - Tim Toupet - Peter Tschernig                                                                                                |
| - Siegfried Uhlenbrock | - Vader Abraham - Lena Valaitis - Valerie's Garten - Caterina Valente - Henry Valentino - Maria von Schmedes - Johanna Von Kozcian - Vreni et Rudi | - Roland W. - Bärbel Wachholz - Peter Wackel - Stefan Waggershausen - Jürgen Walter - Waterloo & Robinson - Benny de Weille - Gottlieb Wendehals - Gerhard Wendland - Michael Wendler - Juliane Werding - Ilse Werner - Roger Whittaker - Wibbelstetz - Angela Wiedl - Laura Wilde - Wind - Gunnar Wiklund - Willem - Chris Wolff - Wolfgang - Wolkenblau                                                       | - Xanadu - Tina York - Frank Zander - Andreas Zaron - Helga Zerrenz - Anika Zietlow - Anna-Maria Zimmermann - Rolf Zuckowski | | |
| | | | | | |